# Marina Stakusic
Marina Stakusic (* 27. November 2004 in Mississauga, Ontario) ist eine kanadische Tennisspielerin.

## Karriere
Stakusic begann mit fünf Jahren das Tennisspielen und spielt vor allem auf der ITF Women’s World Tennis Tour, wo sie bislang drei Titel im Einzel und einen im Doppel gewinnen konnte.
Im Juniorinnendoppel bei den US Open 2021 ging sie mit ihrer Partnerin Yang Ya-yi an den Start. Die Paarung verlor aber bereits ihr Auftaktmatch gegen Ariana Anazagasty-Pursoo und Theadora Rabman mit 4:6 und 3:6.
Im Juli 2022 gelang ihr der erste Sieg im Doppel eines ITF-Turniers.
Am 8. November 2023 spielte sie erstmals für die kanadische Billie-Jean-King-Cup-Mannschaft.

## Turniersiege

### Einzel
| Nr. | Datum              | Turnier    | Kategorie      | Belag             | Finalgegnerin  | Ergebnis      |
| --- | ------------------ | ---------- | -------------- | ----------------- | -------------- | ------------- |
| 1.  | 3. September 2023  | Valladolid | ITF W25        | Hartplatz         | Hanna Kubarawa | 3:6, 7:5, 6:3 |
| 2.  | 24. September 2023 | Berkeley   | ITF W60        | Hartplatz         | Allie Kiick    | 6:3, 6:4      |
| 3.  | 29. Oktober 2023   | Toronto    | ITF W60        | Hartplatz (Halle) | Jana Fett      | 3:6, 7:5, 6:3 |
| 4.  | 27. Oktober 2024   | Tampico    | WTA Challenger | Hartplatz         | Anna Blinkowa  | 6:4, 2:6, 6:4 |

### Doppel
| Nr. | Datum         | Turnier   | Kategorie | Belag     | Partnerin   | Finalgegnerinnen              | Ergebnis  |
| --- | ------------- | --------- | --------- | --------- | ----------- | ----------------------------- | --------- |
| 1.  | 23. Juli 2022 | Saskatoon | ITF W25   | Hartplatz | Kayla Cross | Kendra Bunch Katarina Kozarov | 6:3, 7:64 |